# Backstage (film, 2005)
Backstage je francouzský hraný film z roku 2005, který režírovala Emmanuelle Bercot. Snímek měl světovou premiéru na filmovém festivalu v Benátkách v září 2005.

## Děj
Sedmnáctiletá Lucie je obyčejná teenagerka. Je fanynkou zpěvačky Lauren Waks. Jednoho dne ji osud zavede do života jejího idolu.

## Obsazení
| Emmanuelle Seignerová | Lauren Waks |
| Isild Le Besco        | Lucie       |
| Noémie Lvovsky        | Juliette    |
| Valéry Zeitoun        | Seymour     |
| Samuel Benchetrit     | Daniel      |
| Mar Sodupe            | Nanou       |
| Éric Lartigau         | režisér     |
| Lise Lamétrie         | pokojská    |
| Claude Duneton        | otec Lauren |
| Joëlle Miquel         | Gisèle      |
| Aurore Auteuil        | Pamela      |
| Morgane Polanski      | fanynka     |
| Nicolas Maury         | fanoušek    |

## Ocenění
- Mezinárodní filmový festival v Soluni: Cena pro nejlepší režii (Emmanuelle Bercot), Cena pro nejlepší herečku (Isild Le Besco)
- César: nominace v kategorii nejlepší herečka ve vedlejší roli (Noémie Lvovsky)